# Cheruvannur
Cheruvannur is een census town in het district Kozhikode van de Indiase staat Kerala. 

## Demografie
Volgens de Indiase volkstelling van 2001 wonen er 57111 mensen in Cheruvannur, waarvan 49% mannelijk en 51% vrouwelijk is. De plaats heeft een alfabetiseringsgraad van 82%. 